# Marianna Palka
Marianna Palka est une actrice et réalisatrice écossaise.

## Biographie
Elle est née à Glasgow. Sa famille est d'origine juive ashkénaze. Elle déménage à New York à l'âge de 17 ans. Elle étudie l'art chez David Mamet et William H. Macy au Atlantic Theater Company.

## Filmographie
Actrice
- 2008 : Good Dick
- 2013 : Autumn Wanderer
- 2014 : I'm the Same
- 2015 : Always Worthy
- 2015 : Scottish Mussel
- 2015 : Forever
- 2017 : Bitch
- 2017 : Mississippi Requiem
- 2018 : The Adventures of Thomasina Sawyer

Réalisatrice
- 2008 : Good Dick
- 2014 : I'm the Same
- 2015 : Always Worthy
- 2017 : Bitch